# دنطوان باري
دنطوان باري (الاسم العلمي:Danthonia parryi) هو نوع من النباتات يتبع جنس الدنطوان من الفصيلة النجيلية.